# Царівка (Сватівський район)
Царі́вка — село в Україні, у Троїцькій селищній громаді Сватівського району Луганської області. Населення становить 174 особи. Орган місцевого самоврядування — Розпасіївська сільська рада.

## Населення

### Мова
Розподіл населення за рідною мовою за даними перепису 2001 року:
| Мова       | Кількість | Відсоток |
| ---------- | --------- | -------- |
| українська | 162       | 93.10%   |
| російська  | 11        | 6.33%    |
| румунська  | 1         | 0.57%    |
| Усього     | 174       | 100%     |